# Aquests són els condemnats
Aquests són els condemnats (títol original en anglès: The Damned) és una pel·lícula britànica dirigida per Joseph Losey, estrenada el 1963. Ha estat doblada al català.

## Argument[2]
Un turista americà, propietari d'un vaixell, fa escala en una ciutat de la costa del sud d'Anglaterra, on és apallissat per un grup de Jupes negres per haver abordat la germana (Joan) del cap de la banda. Recollit per vianants, és portat a l'hotel de gran luxe local més proper on troba una parella la dona del qual, escultor, ret visita a l'home al qual retreu que estigui massa acaparat per les seves activitats professionals de les quals s'obstina des de fa anys a no revelar res. L'americà i la jove fugen amb vaixell, i són empaitats per les jupes negres en les seves motos, però la dona, presa de les seves contradiccions i les seves vel·leïtats, decideix tornar amb el seu germà. La seva tornada a terra els reserva altres perills i sorpreses a més de la partida de motoristes, dels quals s'escapen salvant un tancat... d'un terreny militar.

## Repartiment
- Macdonald Carey: Simon Welles
- Shirley Ann Field: Joan
- Oliver Reed: King
- Viveca Lindfors: la dona escultora
- Barbara Everest: Srta. Lamont